# 唐兰
唐兰（1901年1月9日—1979年1月11日），原名张佩，曾用名佩兰、景兰，号立、立庵，笔名曾鸣，男，浙江嘉兴人，中国历史学家、文字学家、青铜器专家。

## 生平
幼时家境贫寒，早年师从名医陈仲楠学习医学，1920年就学于无锡国学专科学校，与王蘧常和吴其昌被并称为无锡国专三杰。后在中国东北大学、辅仁大学、燕京大学等多所高校任教。1936年任故宫博物院专门委员。1939年起，西南联合大学副教授，1946年起任北京大学教授、文科研究所导师、代理系主任。中华人民共和国成立后，继续担任北京大学教授、中文系代理主任，并历任故宫博物院研究员、学术委员会主任、副院长，中国科学院历史研究所研究员、学术委员。1979年1月11日病逝于北京。
唐兰在古文字学、音韵学等领域建树颇多。一生著作甚丰，出版和发表《殷墟文字记》《中国文字学》《古文字学导论》等专著以及学术论文180多篇。1953年至1972年，唐兰数次将收藏铜器等文物捐献故宫博物院。 

## 评价
胡适在日记中讽刺唐兰曾在1947向其自荐入选中央研究院院士。
毛泽东死后，唐兰以《主席活在我心中》为题作悼词，初拟作一百首，而写至二百余首犹未了。忠心如此，被生前所在的故宫博物院追认为中共党员。
唐兰在《中国语文》1957年11期发表《右派分子陈梦家是“学者”吗？》，对陈梦家进行批判：“他是‘冒牌学者’，实际上是一个十分热中，不择手段地拼命向上爬的野心家，是一个善于投机取巧，唯利是图的市侩，是一个不懂装懂，假充内行，欺世盗名的骗子……就是这样，这个在伪中央大学念过法律系，在燕京大学宗教学院学习过，准备当牧师，而又当过很反动的新月派青年诗人，写过极其丑恶的黄色小说，在中学里教书被轰跑的陈梦家，找着了一条争名争利的终南捷径，所谓‘从金石学出发的’这块招牌就很容易地挂上了。”

## 故居
唐兰故居，位于嘉兴市秀城区秀水兜106号，是一幢砖木结构的两层楼房，唐兰在这里度过了少年时代。
由于年轻时放弃继承权，现在由嘉兴文保部门维护。